# Liga de la Unión Soviética de waterpolo femenino
La Liga de la Unión Soviética de waterpolo femenino fue la competición más importante de waterpolo femenino entre clubes de la Unión Soviética. El campeonato dejó de celebrarse a partir de 1992, tras la desaparición de la Unión Soviética.

## Historial
Este es el historial de la liga de los 3 primeros clasificados:
| Año     | Primero            | Segundo            | Tercero            |
| ------- | ------------------ | ------------------ | ------------------ |
| 1991-92 | Uralochka Zlatoust |                    |                    |
| 1990-91 |                    | Uralochka Zlatoust |                    |
| 1989-90 | Uralochka Zlatoust |                    |                    |
| 1988-89 | Iveria Tbilisi     | MGU Moskva         | Uralochka Zlatoust |